# Monti Džardžanskij
I monti Džardžanskij (in russo Джарджанский хребет?; in lingua sacha: Дьардьаан) sono una catena montuosa della Siberia Orientale che fa parte del sistema montuoso dei Monti di Verchojansk. Si trovano nella Sacha (Jacuzia), in Russia.

## Geografia
I Džardžanskij si allungano per circa 200 km in direzione nord-sud nella parte settentrionale dei monti di Verchojansk, tra il fiume Lena a ovest e la catena degli Orulgan a est, correndo in una direzione più o meno parallela ad essa. L'altezza massima della catena è una cima senza nome di 1925 m. Il fiume Džardžan attraversa la catena nella sua sezione centrale.
I fiumi che nascono dagli Orulgan, che sorgono a est, attraversano la catena degli Džardžanskij attraverso ripide gole. Sono affluenti di destra del fiume Lena che scorrono verso ovest: Natara, Uėl'-Siktjach e Kuranach-Siktjach. Il Bësjuke scorre al limite settentrionale della catena, mentre le valli del Synča (Сынча) e del Nëlon (Нёлон), i due rami sorgentizi del Menkere, si trovano all'estremità meridionale.